# مارتوک
مارتوک (به انگلیسی: Martock) یک روستا و محله مدنی در بریتانیا است که در سامرست جنوبی واقع شده‌است. مارتوک ۴٬۷۶۶ نفر جمعیت دارد.